# Křížová cesta 21. století (Kuks)

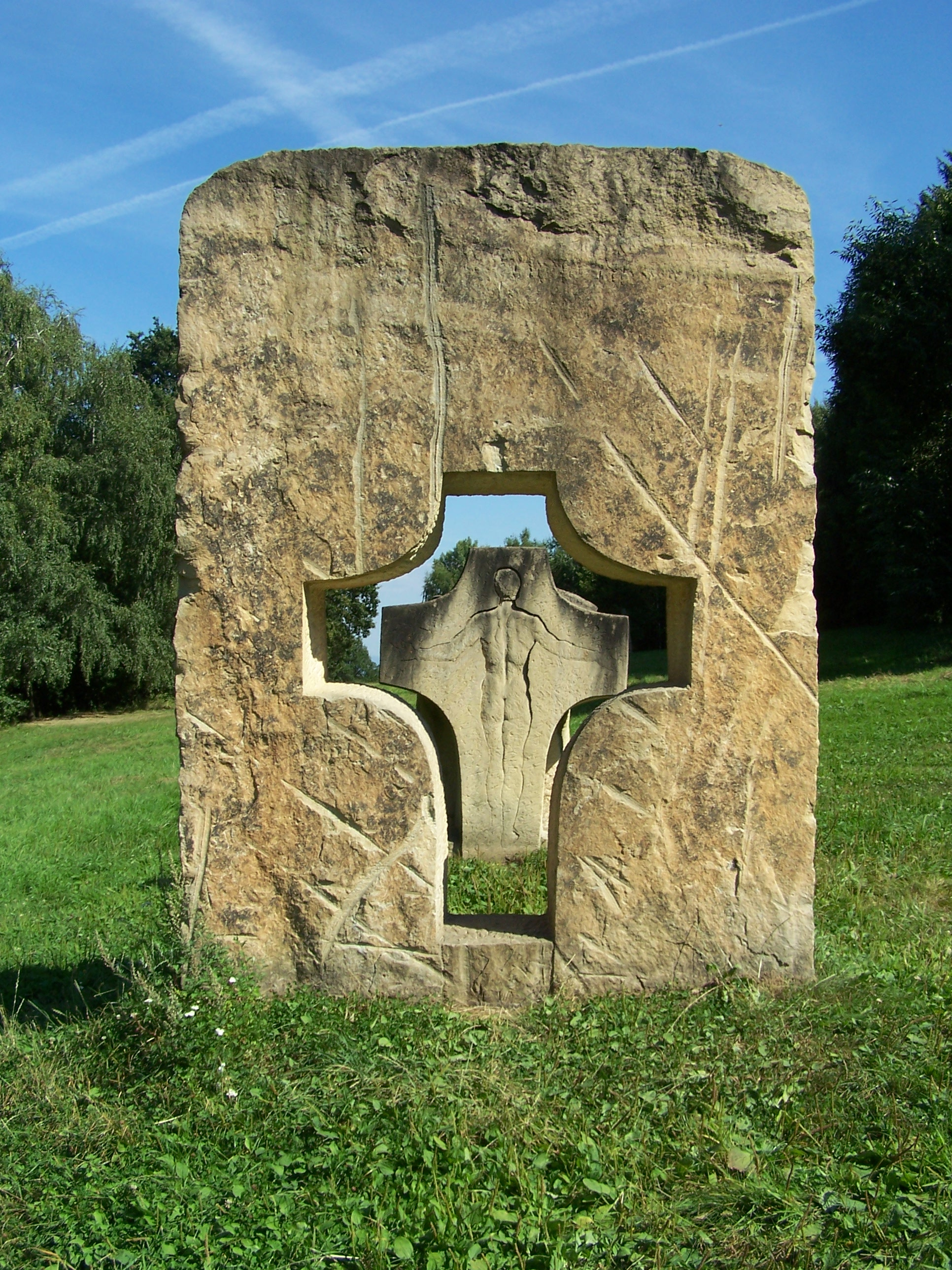
Krajina kříže (Čestmír Mudruňka)

Křížová cesta 21. století se nachází nedaleko obce Stanovice, dva kilometry západně od barokního areálu v Kuksu. Soubor soch je nazýván „Příběhem utrpení a nadějí člověka“.

## Historie
Současná křížová cesta odkazuje na původní křížovou cestu vystavěnou v letech 1725–1735 žirečskými Jezuity po dohodě s hrabětem Šporkem o výměně pozemků. Ta měla devět výjevů: 1. Vyslání, 2. Loučení s učedníky, 3. Olivetská hora, 4. Zajetí, 5. Bičování, 6. Korunování trním, 7. Nesení kříže, 8. Přibíjení na kříž, 9. Ukřižování (= Kalvárie). Původní cesta měla délku cca 620 m a vedla od ostré zatáčky silnice mezi Žirší a Stanovicemi ke kapli Povýšení sv. Kříže (Kreutz Kirch). Kaple byla stavěna v letech 1729–1730, dodnes se po ní zachovaly základy. Křížová cesta zanikla v průběhu 20. století zbouráním zbylých zastavení viditelných ještě na vojenské letecké mapě z r. 1936 a rozoráním polní cesty s alejí hrušní. Mapa je vyznačena na mapě I. vojenského mapování a mapě nadačního panství Choustníkovo Hradiště (1754).
Na možnost navázat na původní křížovou cestu upozornil v roce 2000 Mgr. Jiří Kaše, jeden ze znalců Braunova díla. Křížová cesta vznikla z iniciativy akademického sochaře Vladimíra Preclíka., který založil roku 2004 stejnojmenné občanské sdružení Křížová cesta a přizval ke spolupráci 15 českých sochařů tří generací se zkušeností tvorby v kameni a s blízkým vztahem k východním Čechám: Vojtěcha Adamce, Václava Fialu, Stanislava Hanzíka, Jana Hendrycha, Ellen Jilemnickou, Ivana Jilemnického, Jiřího Kačera, Daniela Klose, Jana Koblasu, Maria Kotrbu, Jiřího Marka, Čestmíra Mudruňku, Jaromíru Němcovou a Michala Šaršeho.
Sochy vznikaly v průběhu čtyř let a materiálem pro ně byl hořický pískovec. Některé z nich byly vytvářeny přímo v kamenolomu, další v ateliérech. Sochař Preclík se otevření cesty nedožil a nespatřil ani svou sochu Katedrála prosby, kterou až po jeho smrti podle autorova modelu realizoval spolu s kameníky sochař Zdeněk Hejl. Zůstalo tu však autorovo zamyšlení nad plastikou, které je současně i krédem této křížové cesty. Do „srdce“ Katedrály prosby vložili členové občanského sdružení speciální nerezovou schránku s replikou Preclíkovy sochy Opora a text se zprávou pro budoucí generace o záměrech projektu a jména všech autorů soch.
Pro netradiční křížovou cestu bylo vybráno úpatí zalesněného svahu nad železniční tratí mezi Žirčí a Stanovicemi. Některé ze soch stojí přímo na hraně terasy nad touto tratí. Celý areál je dlouhý přibližně jeden kilometr a je volně přístupný z kteréhokoliv místa. Nachází se na trase naučné stezky „Půjdem spolu do Betléma“, která vede z Kuksu do Braunova Betléma, a na červené turistické trase.
Před výstavbou cesty se v letech 2005–2008 vedly spory a nedorozumění o zamýšlené trase, která nerespektuje zaniklou křížovou cestu. S jejím průběhem se křižuje přibližně 10 m východně od sochy Krajina kříže (Čestmír  Mudruňka) a Hledač (Michal  Šarše), přímo v místě k tomu chybí jakákoliv informace. V roce 2008 došlo ke konečnému odsouhlasení a realizaci zamýšleného projektu. Dne 4. října 2008 byla cesta slavnostně otevřena a posvěcena královéhradeckým biskupem Mons. ThLic. Dominikem Dukou O.P.
| „                                    | Každý z nás si nese svým životem vlastní křížovou cestu. A bez naděje se neobejdeme | “ |
| — akademický sochař Vladimír Preclík |                                                                                     |   |

## Sochy
Zvěstování
Autor: Daniel Klose, *1973
„Andělé se slétli na zem, Ještě není čas. Zkameněli. Avšak jednou procitnou, zažehnou svá křídla a rozletí se zvěstovat novinu.“
Rouška Veroniky
Autor: Stanislav Hanzík, *1931
„Veronika přistoupila ke Kristu, aby mu otřela zmučený obličej. Odměnou jí byl otisk Trpitelovy tváře.“
Zázrak nanebevstoupení
Autor: Vojtěch Adamec, *1933
„Šikmě stoupající figura vzbuzuje pocit levitace. Zázrak odpoutání v kameni je obtížný. Konkávní a konvexní tvary sochu odhmotňují.“
Trnová koruna
Autorka: Ellen Jilemnická, *1946
„Stylizovaná hlava Krista s trnovou korunou v kubistických tvarech. Nechce šokovat, ale probouzet soucit s trpícím a empatii k bližnímu.“
Katedrála prosby
Autor: Vladimír Preclík, 1929–2008
„Prosba je modlitbou. Prosíme a doufáme s očima upřenýma k nebi. Proč k nebi? Nebe je synonymem tajemství, víry a naděje.“
Svatá rodina
Autor: Jan Koblasa, *1932
„Otec, matka a na jejich klíně dítě v rozpaženém gestu – v touze obejmout – ve znamení krize. Na odvrácené straně plastiky reliéf ležícího Krista. Boží hrob.“
Světlo v temnotách
Autor: Ivan Jilemnický, *1944
„Mezi dvěma kamennými vertikálami prochází světlo. Poslední okamžiky před setměním, smrtí a vzkříšením.“
Vykoupení
Autor: Jan Hendrych, *1936
„Vysoký dřík korunovaný třemi hlavami – symboly různosti tváří, ras, náboženství. Zpodobují tváře lidského údělu – i v hříchu.“
Slza
Autor: Václav Fiala, *1955
„Slza je zpodobením pláče, kříž symbolem utrpení, srdce znakem lásky. Symboly po tisíciletí užívané i zneužívané.“
Pieta
Autor: Marius Kotrba, *1959
„Doba a způsob vyjádření se mění, ale hluboké působení smutku přetrvává. Tak jako radost v naději v život věčný.“
Krajina kříže
Autor: Čestmír Mudruňka, *1935
„Zrození – smrt. Máme svůj kříž. Vstupujeme do něho. Určujeme jeho podobu. Krajina zůstává.“
Hledač
Autor: Michal Šarše, *1956
„Figura vrostlá do sedadla obrací svět do sebe v touze dotknout se jeho tajemství a objevit smysl lidské existence.“
Lásky bolest
Autor: Jiří Marek, *1972
„Láska života v uzavřeném kruhu. Ten ale může být rozseknut smrtí. Pak se velká láska mění ve velkou bolest. Kompozice ve tvaru kříže zachycuje poslední setkání Ježíše Krista s matkou Marií a Máří Magdalénou.“
Brána naděje
Autorka: Jaromíra Němcová, *1959
„Postavy se v pase zlomily, aby se navzájem opřely. Už mezi nimi není napětí, zvítězila opora; branou je možné i pohlédnout vzhůru do bezbřehých nebes.“
Obelisk
Autor: Jiří Kačer, *1952
„Symbol síly myšlenky a její schopnosti odolávat, podpořené vzájemnou soudržností a stálostí ve smýšlení.“
| „                    | Křížová cesta není cestou jen Krista, ale každého člověka. Je to myšlenka apoštola Pavla, který ze židovského náboženství udělal křesťanství Evropy. Kříž není jen smyslem křesťanství, je to objevování smyslu života a také jeho nejtěžší chvíle. | “ |
| — Mons. Dominik Duka | |   |